# 贝蒂娜·冯·阿尔尼姆

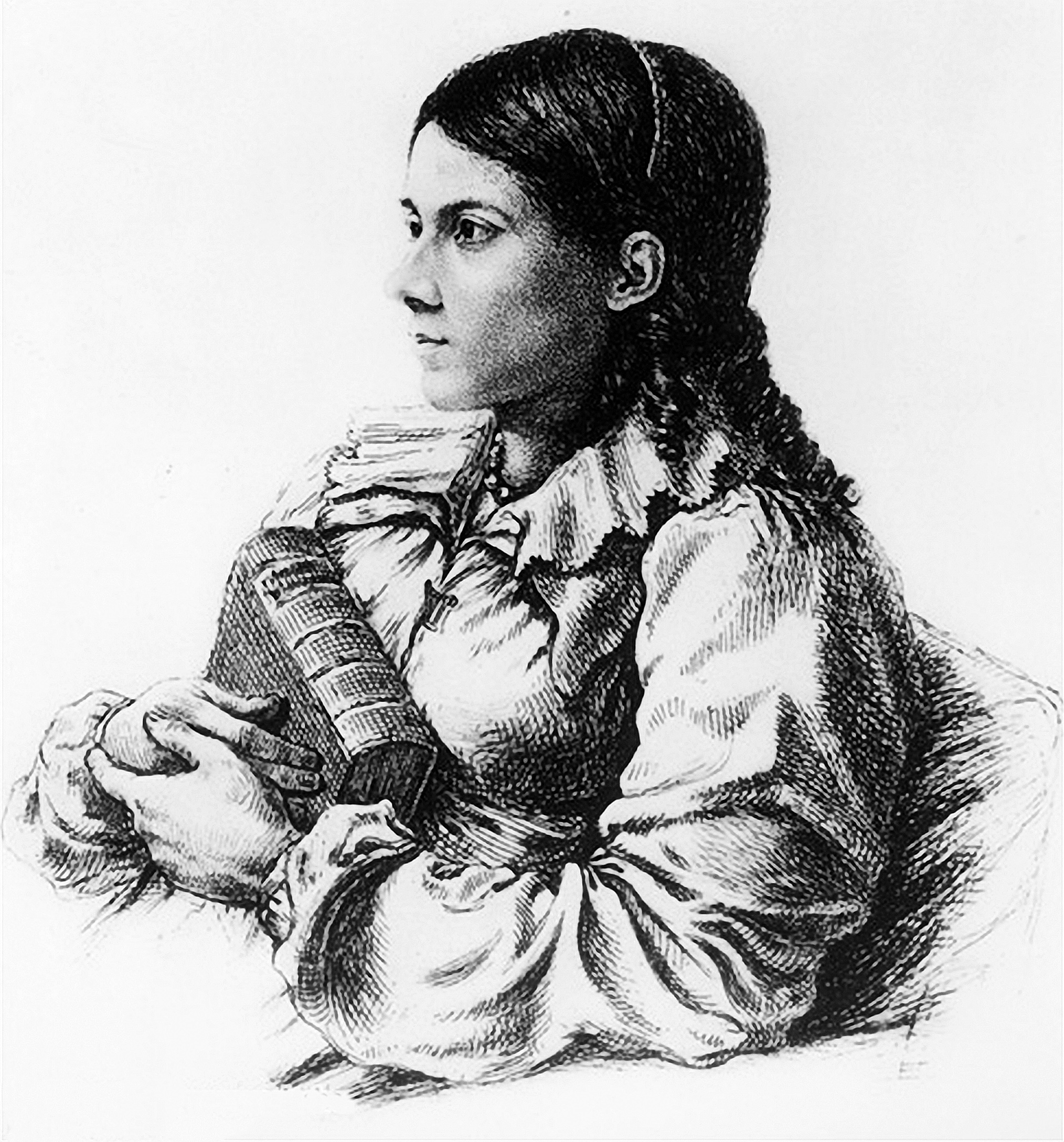
路德维希·格林所绘的贝蒂娜·冯·阿尔尼姆像

贝蒂娜·冯·阿尔尼姆（德語：Bettina von Arnim，1785年4月4日—1859年1月20日），原名伊丽莎白·卡瑟琳娜·卢多维卡·马格达伦娜·布伦塔诺（Elisabeth Catharina Ludovica Magdalena Brentano），德国浪漫派作家。其兄克莱门斯·布伦塔诺与丈夫阿希姆·冯·阿尔尼姆皆为海德堡浪漫派的代表人物。
她出生于法兰克福，早年在修道院接受教育。1811年，她与阿尔尼姆成婚。阿尔尼姆1831年去世后，她积极投身于文学创作与社会运动。其代表作品包括《歌德与一个孩子的通信集》（Goethes Briefwechsel mit einem Kinde，1835年）、《国王的书》（Dies Buch gehört dem König，1843年）、《致已经解散的普鲁士国民议会》（An die aufgelöste Preussische National-Versammlung，1848年）等。她十分支持德意志1848年革命，革命失败后她隐居乡村。1859年逝世。